# Bilineaire vorm
In de wiskunde is een bilineaire vorm {\displaystyle B} op een vectorruimte {\displaystyle V} over een lichaam (Ned) / veld (Be) {\displaystyle K} van scalairen een bilineaire afbeelding {\displaystyle B:V\times V\to K}. Een bilineaire vorm {\displaystyle B} is dus lineair in ieder argument afzonderlijk. Het beeld {\displaystyle B(u,v)} onder een bilineaire afbeelding {\displaystyle B} van twee vectoren {\displaystyle u} en {\displaystyle v} wordt ook genoteerd met {\displaystyle \langle u,v\rangle }.
- {\displaystyle \langle u_{1}+u_{2},v\rangle =\langle u_{1},v\rangle +\langle u_{2},v\rangle }
- {\displaystyle \langle u,v_{1}+v_{2}\rangle =\langle u,v_{1}\rangle +\langle u,v_{2}\rangle }
- {\displaystyle \langle \lambda u,v\rangle =\lambda \langle u,v\rangle }
- {\displaystyle \langle u,v\lambda \rangle =\langle u,v\rangle \lambda }

Het standaardinproduct is dus een bilineaire vorm, maar er zijn meer mogelijkheden. Het wordt erbij vermeld wanneer de bilineaire vorm anders is gedefinieerd dan zoals het standaardinproduct.
Een uitgebreidere definitie laat toe dat {\displaystyle B} een afbeelding is op het cartesische product {\displaystyle V\times W} van twee verschillende vectorruimten over {\displaystyle K}.
Als van de vectorruimte een basis {\displaystyle b} is gegeven, wordt een bilineaire vorm geheel bepaald door de beelden {\displaystyle \langle b_{i},b_{j}\rangle } van alle combinaties van twee basisvectoren. 
Een bilineaire vorm op een {\displaystyle n}-dimensionale ruimte wordt geheel vastgelegd door de {\displaystyle n\times n}-grammatrix {\displaystyle A} van de basisvectoren, dus met elementen:
{\displaystyle a_{ij}=\langle b_{i},b_{j}\rangle }
Als {\displaystyle V=K^{n}}, waarvan de basis uit {\displaystyle n} eenheidsvectoren bestaat, geldt voor twee vectoren {\displaystyle x,y\in K^{n}}:
{\displaystyle \langle x,y\rangle =x^{\text{T}}\ \ Ay=\sum _{i,j=1}^{n}x_{i}a_{ij}y_{j}}
Een bilineaire vorm heet ontaard als de matrix een singuliere matrix is.

## Symmetrie
Een bilineaire vorm is symmetrisch als voor alle {\displaystyle x,y\in V} geldt:
{\displaystyle B(x,y)=B(y,x)}
Bij de symmetrische bilineaire vorm {\displaystyle B} hoort de kwadratische vorm
{\displaystyle Q(x)=B(x,x)}
Als de karakteristiek van {\displaystyle K} geen twee is, is er een bijectie tussen de symmetrische bilineaire vormen en de kwadratische vormen, gegeven door:
{\displaystyle B(v,w)={\tfrac {1}{2}}(Q(v+w)-Q(v)-Q(w))}
Symmetrische bilineaire vormen spelen een rol in de studie van orthogonale polariteit en van kwadrieken.
Voor een bilineaire vorm {\displaystyle B} op een {\displaystyle n}-dimensionale vectorruimte {\displaystyle V}definieert men de grammatrix {\displaystyle G} van een {\displaystyle n}-tal vectoren {\displaystyle v_{1},\dots ,v_{n}\in V} door:
{\displaystyle G_{ij}=B(v_{i},v_{j})=\langle v_{i},v_{j}\rangle }

## Generalisatie
De definitie van een bilineaire vorm kan naar modulen over een commutatieve ring worden uitgebreid, waar lineaire afbeeldingen worden vervangen door modulehomomorfismen. Als {\displaystyle K=\mathbb {C} }, de complexe getallen, is men vaak meer geïnteresseerd in sesquilineaire vormen, die met bilineaire kunnen worden vergeleken, maar die in een argument geconjugeerd lineair zijn.

## Websites
- MathWorld. Symmetric Bilinear Form.